# Rébellion de Muhammad Ghazi
 (juin 2024).
La mise en forme du texte ne suit pas les recommandations de Wikipédia : il faut le « wikifier ».
Les points d'amélioration suivants sont les cas les plus fréquents :
- Les titres sont pré-formatés par le logiciel. Ils ne sont ni en capitales, ni en gras.
- Le texte ne doit pas être écrit en capitales (les noms de famille non plus), ni en gras, ni en italique, ni en « petit »…
- Le gras n'est utilisé que pour surligner le titre de l'article dans l'introduction, une seule fois.
- L'italique est rarement utilisé : mots en langue étrangère, titres d'œuvres, noms de bateaux, etc.
- Les citations ne sont pas en italique mais en corps de texte normal. Elles sont entourées par des guillemets français : « et ».
- Les listes à puces sont à éviter, des paragraphes rédigés étant largement préférés. Les tableaux sont à réserver à la présentation de données structurées (résultats, etc.).
- Les appels de note de bas de page (petits chiffres en exposant, introduits par l'outil «  Source ») sont à placer entre la fin de phrase et le point final[comme ça].
- Les liens internes (vers d'autres articles de Wikipédia) sont à choisir avec parcimonie. Créez des liens vers des articles approfondissant le sujet. Les termes génériques sans rapport avec le sujet sont à éviter, ainsi que les répétitions de liens vers un même terme.
- Les liens externes sont à placer uniquement dans une section « Liens externes », à la fin de l'article. Ces liens sont à choisir avec parcimonie suivant les règles définies. Si un lien sert de source à l'article, son insertion dans le texte est à faire par les notes de bas de page.
- La présentation des références doit suivre les conventions bibliographiques. Il est recommandé d'utiliser les modèles {{Ouvrage}}, {{Chapitre}}, {{Article}}, {{Lien web}} et/ou {{Bibliographie}}. Le mode d'édition visuel peut mettre en forme automatiquement les références.
- Insérer une infobox (cadre d'informations à droite) n'est pas obligatoire pour parachever la mise en page.

Pour une aide détaillée, merci de consulter Aide:Wikification.
Si vous pensez que ces points ont été résolus, vous pouvez retirer ce bandeau et améliorer la mise en forme d'un autre article.
 (juillet 2025).
La Rébellion de Muhammad Ghazi, était un soulèvement militaire tchétchène contre l'autorité de l'Empire russe au Caucase du Nord au XVIIIe siècle. Ce conflit a été dirigé par Muhammad Ghazi, un chef tchétchène, et a eu lieu entre 1785-1791 La rébellion a eu des conséquences significatives sur la région et a marqué un chapitre important de l'histoire tchétchène. Voici un aperçu des principaux détails de ce conflit,,.

## contexte historique
de la Rébellion de Muhammad Ghazi se situe au XVIIIe siècle, au cœur du Caucase du Nord, une région stratégique marquée par des conflits incessants entre l'Empire russe et les peuples autochtones. À cette époque, l'Empire russe cherchait à étendre son influence dans la région pour des raisons économiques, stratégiques et politiques. Les Tchétchènes, un peuple autochtone du Caucase, résistaient depuis des siècles aux tentatives d'expansion russe, défendant farouchement leur territoire et leur indépendance. La Rébellion de Muhammad Ghazi s'inscrit dans ce contexte de lutte pour la préservation de l'identité culturelle et de l'autonomie politique face à l'impérialisme russe. Muhammad Ghazi, un leader charismatique et déterminé, a émergé comme une figure centrale de la rébellion, mobilisant les Tchétchènes contre les forces russes. Son appel à la résistance a galvanisé de nombreux partisans, donnant naissance à un mouvement de lutte armée pour l'indépendance et la liberté. Ainsi, la Rébellion de Muhammad Ghazi représente un chapitre significatif de l'histoire tchétchène, illustrant la lutte continue du peuple tchétchène pour l'autodétermination et la préservation de sa culture face à l'oppression étrangère.

## Déroulement des Batailles
Le déroulement des batailles pendant la Rébellion de Muhammad Ghazi a été caractérisé par une série d'attaques surprises et d'embuscades lancées par les forces tchétchènes contre les troupes russes. Malgré la supériorité numérique de ces dernières, les Tchétchènes ont mené une résistance acharnée, défendant farouchement leur territoire et utilisant des tactiques de guérilla pour harceler l'ennemi. Les campagnes militaires russes ont été marquées par des violences généralisées et des représailles brutales, mais les Tchétchènes ont continué à se battre avec courage et détermination. Finalement, la rébellion a été réprimée par les forces russes, mais elle a laissé un héritage de fierté et de résilience chez les Tchétchènes, avec Muhammad Ghazi devenant une figure emblématique de la lutte pour l'indépendance tchétchène.